# Zenit (astronomie)

Zenit en nadir van een persoon

Het zenit of zenith (via het Latijn ontleend aan Arabisch سمت samt respectievelijk سمت الرأس samt al-ras "de richting van het hoofd", waarbij de m in het Latijn per abuis als ni werd gelezen) is het hoogste punt van de hemel gezien vanuit het punt waar de waarnemer staat. Het is dus het punt recht boven de waarnemer.

## Definitie
De exacte definitie van het zenit is afhankelijk van de definitie van wat recht boven is. Voor het menselijk richtingsgevoel is dit de richting die tegengesteld is aan de richting van de aantrekkingskracht van de Aarde. Deze richting kan iets anders zijn dan het geometrische zenit, haaks op het vlak door de horizon. Het verschil is echter zeer klein. De richting van de zwaartekracht is eenvoudig te bepalen (een schietlood is het eenvoudigste instrument hiervoor). De horizon is niet altijd nauwkeurig aan te duiden. Uiteindelijk komt het erop neer dat de exacte richting van het zenit afhankelijk is van het gebruikte coördinatensysteem. In een lokaal coördinatensysteem zoals in een tachymeter is het zenit tegengesteld aan de richting van de zwaartekracht dus precies verticaal, in geografische coördinaten is het zenit haaks op de gebruikte referentie-ellipsoïde dus loodrecht op het geïdealiseerde aardoppervlak. Het verschil wordt de schietloodafwijking genoemd en beschreven door een geoïdemodel.
Precies tegenover het zenit ligt het nadir (in de richting van het middelpunt van de aarde - dus geen aanwijsbaar punt aan de hemel).

## Enkele feiten
Het zenit is voor iedere waarnemer anders (behalve voor waarnemers die zich boven elkaar bevinden - maar dat komt zelden voor).
Voor een waarnemer op de noord- of zuidpool valt de zenitlijn samen met de aardas, de as waar de Aarde omheen draait. Vanaf de noordpool ziet de waarnemer dan ook de poolster in het zenit, die zich vrijwel op de noordelijke hemelpool bevindt.
Hemellichamen met een declinatie die gelijk is aan de breedtegraad van de waarnemer zullen in hun dagelijkse baan precies door het zenit trekken.
Het zenit en de noordrichting liggen aan de basis van het horizoncoördinatenstelsel voor het meten van de positie van hemellichamen met azimut en hoogte. Dit verschilt van het in de landmeetkunde gebruikte lokaal coördinatensysteem aangezien de nulrichting van de horizontale hoek in de landmeetkunde niet overeen hoeft te komen met de noordrichting. De noordrichting moet namelijk meestal uit de metingen bepaald worden. Een ander verschil is dat in de landmeetkunde vaak de zenithoek gebruikt wordt in plaats van de hoogte boven de horizon. Het voordeel van het zenit als nulrichting van de verticale hoek is dat dit minder kans op fouten geeft bij het noteren van de verticale hoek omdat deze altijd positief is (en altijd negatief in wat de tweede kijkerstand genoemd wordt).

## Hoogste zonnepunt
De zon kan twee keer per jaar in het zenit staan voor een waarnemer die zich tussen de keerkringen bevindt (23°26' noorder- en zuiderbreedte) en dan nog alleen op een per breedtegraad verschillende datum. Dit is theorie, in de praktijk kan de zon op het middaguur een paar boogminuten ten noorden van het zenit staan en de volgende dag iets ten zuiden ervan.
Voor waarnemers die zich noordelijk of zuidelijk van de keerkringen bevinden is de hoogte van de zon altijd minder dan 90° - in Nederland en België in de maand juni maximaal ongeveer 62° - dus de zon kan daar nooit in het zenit staan. Staat de zon op het hoogste punt, dan heet dat het culminatiepunt, maar soms wordt dat in de volksmond aangeduid als zenit.

## Parhelische kring
Het haloverschijnsel Parhelische kring is enkel zichtbaar als de zon niet in het zenit staat, maar wel een aantal graden ernaast. Het middelpunt van de parhelische kring bevindt zich altijd in het zenit. De schijnbare diameter van de parhelische kring is dan ook het grootst als de zon enkele graden boven de horizon staat.

## Circumzenitale boog
De positie van het zenit kan ook bepaald worden tijdens het waarnemen van het haloverschijnsel Circumzenitale boog. Het zenit bevindt zich in het centrum van de denkbeeldige volledige cirkel die men langs weerszijden van het cirkelfragment doortrekt.

## Bull's-eye squall / White squall
Gedurende wolkenloze dagen met strakblauwe hemel gebeurt het wel eens dat er in of omstreeks het zenit een nevelachtig witte vlek verschijnt die geleidelijk neerdaalt en zich boven zee omvormt tot een krachtige waterhoos. Dit meteorologisch verschijnsel komt het meest voor aan de westkust van Afrika. 

## Het magnetische zenit
In tegenstelling tot het eigenlijke zenit bevindt het magnetische zenit zich, gezien vanuit de Benelux, op een hoogte van 67° boven de zuidelijke horizon. Het kan waargenomen worden tijdens een poollichtverschijning, waarbij alle stralen gericht zijn naar het magnetische zenit en aldus het kroonverschijnsel vertonen. 